# نيلسون غابولويلوي
نيلسون غابولويلوي (بالإنجليزية: Nelson Gabolwelwe)‏ (مواليد 3 سبتمبر 1977 في بوتسوانا) لاعب كرة قدم بوتسواني دولي يجيد اللعب في مركز الدفاع . يلعب حاليا لصالح نادي قوة دفاع بوتسوانا الحادي عشر البوتسواني منذ سنة 2002 .

## روابط خارجية
- نيلسون غابولويلوي على موقع قاعدة بيانات كرة القدم.إي يو (الإنجليزية)
- نيلسون غابولويلوي على موقع ناشيونال فوتبول تيمز (الإنجليزية)